# Primula munroi
Primula munroi är en viveväxtart. Primula munroi ingår i släktet vivor, och familjen viveväxter.

## Underarter
Arten delas in i följande underarter:
- P. m. munroi
- P. m. schizocalyx
- P. m. yargongensis